# Flecha Roja
Flecha Roja fue una serie de historietas, obra del guionista Pedro Quesada y el dibujante Antonio Sánchez Aviá y publicada por la valenciana Editorial Maga, primero como cuaderno de aventuras (79 números desde 1962 hasta 1964) y luego en el seno de su propia revista (65 números, desde 1964 hasta 1965). Fue uno de los últimos personajes de la editorial en lograr la popularidad.

## Trayectoria editorial
"Flecha Roja" se inspiraba en otro éxito anterior de Maga, "Apache", aunque con el nativo en el papel del héroe.

## Valoración
"Flecha Roja" respeta escrupulosamente los tópicos del género, destacando por la rápida evolución cualitativa de su dibujante.